# روبرت إف. سارجنت
روبرت إف. سارجنت (بالإنجليزية: Robert F. Sargent)‏ هو مصور أمريكي، ولد في 26 أغسطس 1923، وتوفي في 8 مايو 2012.